# Escincomorfs
Els escincomorfs (Scincomorpha) són un infraordre de sauròpsids (rèptils) diàpsids que inclou els llangardaixos del vell món.

## Característiques
Animals escatosos, pleurodòntics, amb els parietals fosos i llengua simple, amb el cap no delimitat clarament del cos i amb el cos prim, amb freqüent tendència a la reducció d'extremitats.